# Nova Cronica
La Nova Cronica (o Nuova Cronica) è una cronica storica in gran parte scritta da Giovanni Villani, e, dopo la sua morte nel 1348, proseguita dai parenti Matteo e Filippo.

## Genesi
Il Villani concepì l'idea di realizzare una cronaca dei fatti a lui contemporanei e della storia della sua città, Firenze, mentre si trovava a Roma, in occasione del primo Giubileo dell'anno 1300.
Cominciata nel 1308, la redazione dell'opera lo occupò per tutta la vita e rimase incompiuta alla sua morte, avvenuta nel 1348. Fu continuata dal fratello Matteo che la protrasse per altri 11 libri finché non morì a sua volta, nel 1363. I successivi 102 capitoli, che coprono appena un anno, furono composti dal figlio di Matteo, Filippo.

## Edizioni
L'opera completa di Giovanni consta di 12 libri, divisi in due parti di 6 libri ciascuna.
La prima edizione a stampa, che comprendeva i primi 10 libri, fu pubblicata a Venezia nel 1537, mentre la prima edizione completa si deve ai Giunti di Firenze, che la pubblicarono nel 1559.
L'edizione ampliata dalle aggiunte del fratello e del nipote è reperibile nei Rerum Italicarum scriptores di Ludovico Antonio Muratori, voll. XIII e XIV.

## Contenuto e stile
L'opera risulta, inevitabilmente, del tutto inattendibile riguardo alle epoche antiche, ma estremamente preziosa quando fa riferimento ai fatti coevi allo stesso Villani, fatti ricavati, a volte, proprio dagli archivi del comune di Firenze.
Lo stile dello scritto è molto più scarno rispetto alla precedente Cronica di Dino Compagni, probabilmente perché meno sentita è la necessità morale della sua composizione, che in tal modo risulta più precisa, per lo meno dal punto di vista della ricostruzione storica, ma anche meno appassionante e che ci dà un'immagine del Villani più 'cronista' che scrittore vero e proprio.